# Andalusia (Illinois)
Andalusia es una villa ubicada en el condado de Rock Island en el estado estadounidense de Illinois. En el Censo de 2010 tenía una población de 1178 habitantes y una densidad poblacional de 383,5 personas por km².

## Geografía
Andalusia se encuentra ubicada en las coordenadas 41°26′8″N 90°42′56″O / 41.43556, -90.71556. Según la Oficina del Censo de los Estados Unidos, Andalusia tiene una superficie total de 3.07 km², de la cual 3.07 km² corresponden a tierra firme y (0.08%) 0 km² es agua.

## Demografía
Según el censo de 2010, había 1178 personas residiendo en Andalusia. La densidad de población era de 383,5 hab./km². De los 1178 habitantes, Andalusia estaba compuesto por el 97.79% blancos, el 0.68% eran afroamericanos, el 0% eran amerindios, el 0.34% eran asiáticos, el 0% eran isleños del Pacífico, el 0.42% eran de otras razas y el 0.76% pertenecían a dos o más razas. Del total de la población el 1.95% eran hispanos o latinos de cualquier raza.